# Pygopteryx suava
Pygopteryx suava là một loài bướm đêm trong họ Noctuidae.